# Priorij Regina Pacis

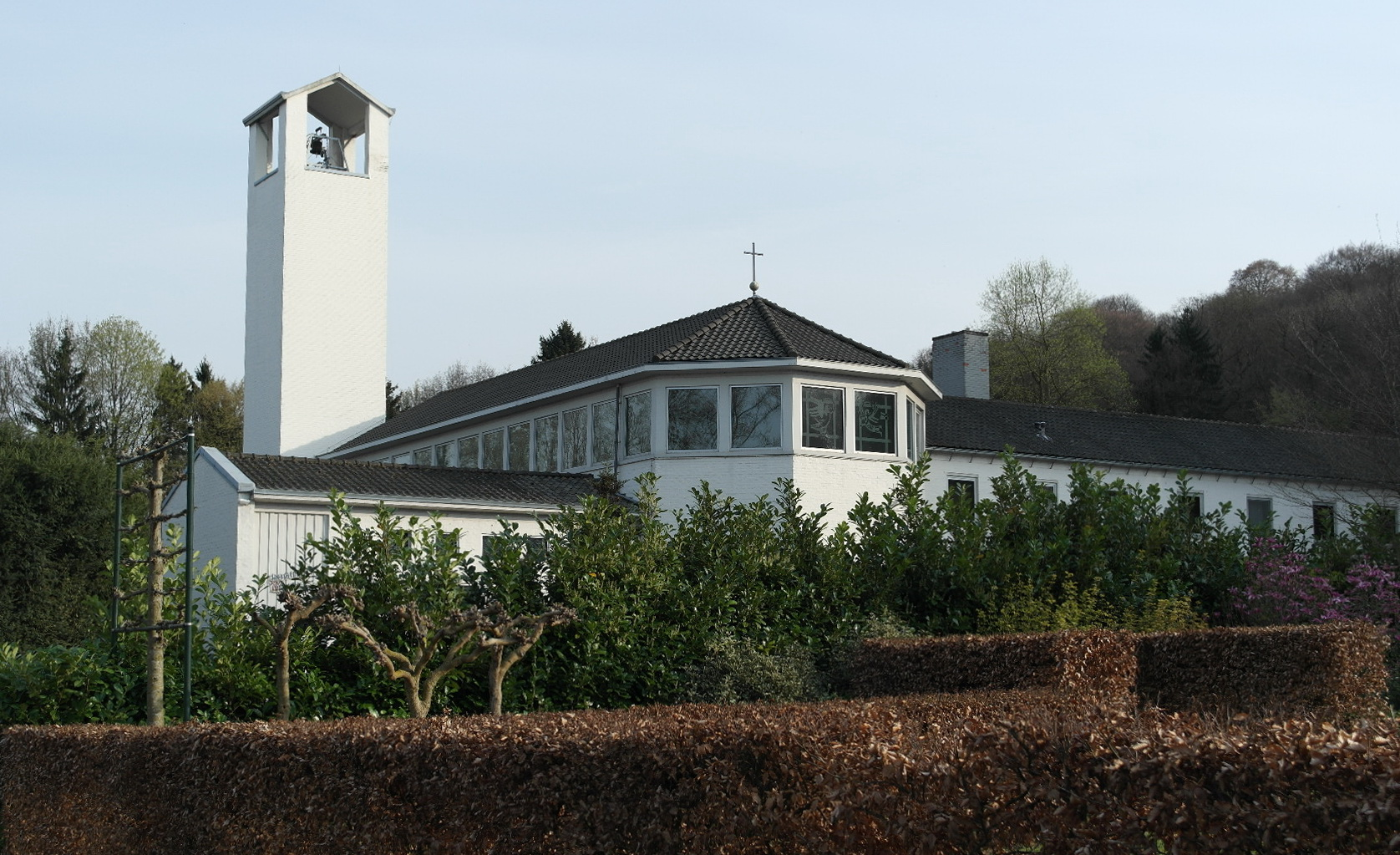
Priorij Regina Pacis

Priorij Regina Pacis is een klooster, gelegen aan de Oud-Valkenburgerweg 16 te Valkenburg in Nederland.
Achter het klooster ligt op de hellingen van het Geuldal het hellingbos Biebosch, met aldaar de Gewandgroeve I, Gewandgroeve II en de vuursteenmijnen Biebosch.

## Geschiedenis
Dit klooster werd in 1958 gebouwd voor de Benedictinessen van het Heilig Sacrament naar ontwerp van F. Knibbeler in sobere stijl. Het witgeschilderde complex omvat ook een klokkentoren. In 1961 werd de kapel ingewijd. Aangezien de Benedictinessen steeds ouder werden en er geen novicen meer bij kwamen werden in 2008 twee Argentijnse zusters Dienaressen van de Heer en de Maagd van Matara in het klooster opgenomen. Genoemde orde zal het klooster uiteindelijk overnemen onder de naam: Contemplatief Klooster "Ecce Homo". Het betreft een contemplatieve orde die onder andere de Eeuwigdurende Aanbidding verzorgt.

## Kapel
De kapel is een hoge ruimte met vlak plafond op rechthoekige plattegrond. Deze bestaat uit een deel voor de zusters en een lekendeel dat toegankelijk is voor het publiek. In het zusterdeel vindt men enkele fraai gezandstraalde ramen welke de vier evangelisten verbeelden. Deze werden in 1958 vervaardigd door Jérôme Goffin. De glas-in-loodramen van het lekendeel werden in 1964 vervaardigd door Arnoud Paashuis. Andere kunstwerken omvatten een houten Sedes sapientiae en enkele heiligenbeelden.